# Župnija Mirna
Župnija Mirna je rimskokatoliška teritorialna župnija dekanije Trebnje škofije Novo mesto.
Do 7. aprila 2006, ko je bila ustanovljena škofija Novo mesto, je bila župnija del nadškofije Ljubljana.

## Sakralni objekti
- Cerkev sv. Janeza Krstnika, Mirna (župnijska cerkev)
- Cerkev sv. Helene, na pokopališču
- Cerkev Naše ljube Gospe, Ševnica
- Cerkev sv. Petra, Selo pri Mirni (Žunkovec)

### Farne spominske plošče v župniji Mirna
V župniji Mirna na Dolenjskem so postavljene Farne spominske plošče, na katerih so imena vaščanov iz okoliških vasi (Brezovica, Gomila, Gorenja vas, Migolica, Migolska Gora, Mirna, Praprotnica, Sajenica, Selo, Selska Gora, Sevnica, Škrjanče, Trbinc, Volčje njive, Zabrdje, Zagorica) ki so padli nasilne smrti na protikomunistični strani v letih 1942-1945. Skupno je na ploščah 73 imen.